# Аршанский, Эдуард Львович
Эдуард Львович Аршанский (Оршанский) (25 августа 1899, Невель, Витебская губерния — 6 июля 1974, Ленинград) — белорусский советский режиссёр, сценарист.

## Биография
Театральный режиссер в 1917—1927 и в 1941—1949 годах. В 1919—1920 руководил передвижными театральными труппами на фронтах Гражданской войны. В 1917—1927 работал в театрах Ленинграда, в рабочих клубах в Витебске.
В 1931 году окончил режиссёрский факультет Государственного института кинематографии в Москве и до 1941 года был режиссёром студии «Советская Белорусь» в Минске, в 1941—1947 годах возглавлял Свердловский оборонный театр.
Работал на студии «Моснаучфильм» и Куйбышевской киностудии.
С 1950 года — режиссёр Ленинградской студии кинохроники (с 1968 года — Ленинградская студия документальных фильмов).

## Творчество
Творческую деятельность Э. Аршанский начал в документальном кино.
В 1932 году поставил один из первых белорусских звуковых фильмов — «Боям навстречу», посвящённый жизни сельских школьников.

## Фильмография

### Избранные режиссёрские работы
- «Переправа вплавь» (военно-учебный фильм, 1930)
- «Кто лучше?» (короткометражный, 1931),
- «Боям навстречу» (1932),
- «Дважды рождённый» (1933),
- «Новая Родина» (1935),
- «Соловей» (1937) по одноименной повести З. Бядули
- «Виноград» (документальный, 1951)
- «Павел Судников» (документальный, 1953)
- «По новым путям» (документальный, 1955)
- «Человек, опередивший время» (документальный, 1957)
- «Спортивная юность» (документальный, 1960)
- «Возвращение в жизнь» (документальный, 1962) и др.